# مارك بلوم (لاعب كرة قدم)
مارك بلوم (بالإنجليزية: Mark Bloom)‏ (25 نوفمبر 1987 في الولايات المتحدة - ) هو لاعب كرة قدم أمريكي في مركز الدفاع. لعب مع نادي تورونتو وCharlotte Eagles ‏ وToronto FC II ‏ وAC St. Louis ‏ وSouthern California Eagles ‏ وAtlanta Silverbacks U23's ‏ وأتلانتا سيلفرباكس.

## وصلات خارجية
- مارك بلوم على موقع الدوري الأمريكي (الإنجليزية)
- مارك بلوم على موقع قاعدة بيانات كرة القدم.إي يو (الإنجليزية)
- مارك بلوم على موقع Soccerbase.com (لاعب) (الإنجليزية)
- مارك بلوم على موقع Soccerway.com (الإنجليزية)
- مارك بلوم على موقع عالم كرة القدم.نت (الإنجليزية)
- مارك بلوم على موقع AS.com (الإسبانية)